# Iran Lima
Iran Ataide de Lima (Moju, 8 de maio de 1963) é um político e servidor público, filiado ao Movimento Democrático Brasileiro, que foi prefeito de Moju por 2 mandatos, secretário de estado, e ocupa o cargo de deputado estadual pelo Pará. .

## Biografia
Iran Ataíde de Lima, conhecido como Iran Lima, nasceu em Moju, Pará, no dia 8 de maio de 1963. Filho do ex prefeito de Moju, Oton Gomes de Lima e da professora Elinda Ataíde de Lima, é político e servidor público, filiado ao Movimento Democrático Brasileiro (MDB), casado com a ex deputada estadual e ex prefeita de Moju, Nilma Lima, com quem tem dois filhos, Iran Lima filho e Paulo Victor (atual prefeito de Soure (Pará). Ao longo de sua trajetória, tem se destacado como uma importante liderança política da região do Baixo Tocantins, consolidando-se principalmente através de sua atuação como prefeito de Moju e deputado estadual pelo Pará. Iran também teve uma forte atuação em cargos no governo estadual, além de ser reconhecido por sua liderança política, especialmente no cenário local.

## Carreira política
Primeiros Passos e Eleições Municipais
Iran Lima iniciou sua carreira política disputando o cargo de prefeito de Moju pela primeira vez em 2000, com o apoio de seu pai, o ex-prefeito Oton Gomes de Lima. Naquela eleição, foi derrotado pelo então prefeito Parola, que buscava a reeleição.
Candidatura a Deputado e Eleições Municipais
Em 2002, com o objetivo de se firmar na política regional, Iran se candidatou ao cargo de deputado estadual pelo PTB, onde obteve 15.633 votos, ficando na 6ª suplência. Em 2004, disputou a prefeitura de Moju novamente, agora pelo PMDB, e foi eleito com 14.608 votos, derrotando Adauto Souto, do PFL. Reeleito em 2008 com 16.435 votos, consolidou-se como uma importante liderança da região do Baixo Tocantins, tendo ainda a capacidade de ajudar a eleger sua esposa, Nilma Lima, como deputada estadual nas eleições de 2010.
Desafios e Ascensão ao Cargo de Deputado Estadual
Nas eleições de 2012, Iran apoiou seu vice-prefeito, Nazareno Santos, do PT, mas este foi derrotado pelo ex-vereador Deodoro Pantoja da Rocha, o IE-IÉ. Em 2014, após sua esposa abrir mão de disputar a reeleição para deputada em seu favor, Iran disputou o cargo de deputado estadual e foi eleito com 30.534 votos, passando a realizar forte oposição ao governo de Simão Jatene (PSDB).
Atuação no Governo e Reeleição
Reeleito em 2018 com 39.585 votos, Iran foi indicado pelo então governador Helder Barbalho para o cargo de secretário estadual de Desenvolvimento Econômico, Mineração e Energia. No entanto, ele ocupou o cargo até abril de 2020, quando retornou à Assembleia Legislativa do Estado do Pará (ALEPA), após a cassação de seu mandato de deputado pelo TSE, em razão de um crime doloso de improbidade administrativa ocorrido em 2004, durante seu período como prefeito de Moju. Apesar da cassação, Iran continuou no cargo até que o Ministério Público Eleitoral requereu a execução da decisão do TSE.
Secretário Chefe da Casa Civil e Nova Eleição
Em junho de 2020, Iran foi nomeado pelo governador Helder Barbalho como secretário-chefe da Casa Civil do estado, cargo que ocupou até abril de 2022. Nesse período, desempenhou um papel importante na administração estadual. Em outubro de 2022, Iran voltou a se candidatar ao cargo de deputado estadual e foi eleito com surpreendentes 92.710 votos, tornando-se o 2º mais votado do pleito e o 4º deputado estadual mais votado da história do Pará.
Atuação Atual
Atualmente, Iran Lima é o líder do governo na ALEPA e é considerado uma pessoa de estreita confiança do governador Helder Barbalho, continuando a exercer grande influência no cenário político do Pará.

## Desempenho eleitoral
| Ano  | Cargo             | Partido | Votos  | %      | Resultado  |
| ---- | ----------------- | ------- | ------ | ------ | ---------- |
| 2000 | Prefeito de Moju  | PTB     | 9.426  | 48,57% | Não eleito |
| 2002 | Deputado estadual | PTB     | 15.633 | -      | Não eleito |
| 2004 | Prefeito de Moju  | PMDB    | 14.608 | 57,25% | Eleito     |
| 2008 | Prefeito de Moju  | PMDB    | 16.435 | 54,58% | Eleito     |
| 2014 | Deputado estadual | PMDB    | 30.534 | -      | Eleito     |
| 2018 | Deputado estadual | MDB     | 39.585 | -      | Eleito     |
| 2022 | Deputado estadual | MDB     | 92.710 | -      | Eleito     |